# Hall & Oates
Daryl Hall and John Oates, ofte omtalt som Hall & Oates,er en amerikansk musikduo fra Philadelphia. Daryl Hall er den primære forsanger af de to, mens John Oates hovedsageligt spiller elektrisk guitar og synger baggrundsvokal. De skriver selv de fleste af de sange, som de optræder med, enten hver for sig eller i et samarebjde. De opnåede den største berømmelse og succes i slutningen af 1970'erne frem til midt 1980'erne med en fusion af rock and roll og rhythm and blues.
Hall and Oates har solgt omkring 40 millioner albums i løbet af deres karriere, hvilket gør dem til den tredje bedst-sælgende duo nogensinde. Hall and Oates er bedst kendt for deres seks No. 1 hits påBillboard Hot 100: "Rich Girl", "Kiss on My List", "Private Eyes", "I Can't Go for That (No Can Do)", "Maneater" og "Out of Touch", samt mange andre sange, der nåede ind i Top 40. I alt har de haft 34 sange på US Billboard Hot 100, syv RIAA platinalbums, og seks RIAA albums der solgte guld. Som følge af deres succes har Billboard magasinet udnævnt dem som den mest succesfulde duoe i rock-æraen, hvor de overgik The Everly Brothers. På UK charts har duoen opnået moderat succes med to albums i top 10 på den britiske albumhitliste, der sammenlagt har tilbragt 170 uger på UK top 75 album charts samt 84 uger på UK Singles Chart.
I 2003 blev Hall and Oates indskrevet i Songwriters Hall of Fame. Billboard magasin havde Hall and Oates som No. 15 på deres liste over de 100 største kunstnere nogensinde, og som No. 1 på duo-listen, mens VH1 placerede dem som No. 99 på deres liste over de 100 bedste kunstnere nogensinde. De blev indskrevet i Rock and Roll Hall of Fame i april 2014. On September 2, 2016 they received a star on the Hollywood Walk of Fame.

## Diskografi
Studiealbum
- Whole Oats (1972)
- Abandoned Luncheonette (1973)
- War Babies (1974)
- Daryl Hall & John Oates (1975)
- Bigger Than Both of Us (1976)
- Beauty on a Back Street (1977)
- Along the Red Ledge (1978)
- X-Static (1979)
- Voices (1980)
- Private Eyes (1981)
- H2O (1982)
- Big Bam Boom (1984)
- Ooh Yeah! (1988)
- Change of Season (1990)
- Marigold Sky (1997)
- Do It for Love (2003)
- Our Kind of Soul (2004)
- Home for Christmas (2006)